# Wolf Man
Wolf Man ist ein US-amerikanischer Horrorfilm von Regisseur Leigh Whannell, der am 17. Januar 2025 in die US-amerikanischen und sechs Tage später in die deutschen Kinos kam. Es handelt sich um eine Neuverfilmung des Universal-Horrorklassikers Der Wolfsmensch aus dem Jahr 1941, in der Christopher Abbott die Titelrolle eines Mannes übernahm, der sich langsam in einen Werwolf verwandelt.

## Handlung
Der junge Blake wächst in den 1990er Jahren auf einer abgeschiedenen Farm im ländlichen Oregon auf. Sein emotional distanzierter Vater Grady erzieht ihn streng und nimmt den Jungen immer wieder zur Jagd in die Wälder mit, wo er dessen Überlebensinstinkt schärfen möchte. Eines Morgens begegnen beide einer mysteriösen Kreatur, die von den Einheimischen als „Gesicht des Wolfes“ bezeichnet wird. Grady schießt auf das bedrohliche Wesen, doch es kann entkommen. Später meldet er über Funk seine Sichtung, verschreckt damit allerdings Blake.
30 Jahre später haben Vater und Sohn schon lange nicht mehr miteinander gesprochen. Blake zog bereits früh aus Oregon fort und baute sich in San Francisco ein neues Leben als Autor auf. Dort lernte er auch seine Frau Charlotte kennen, mit der er eine Tochter namens Ginger hat. Aufgrund der zeitintensiven journalistischen Tätigkeit von Charlotte kümmert sich insbesondere Blake um Gingers Erziehung, während er sich zunehmend von seiner Frau entfremdet hat. Als ihm mit der Post eines Tages die behördlich ausgestellte Sterbeurkunde seines lange vermissten Vaters übermittelt wird, sieht er die anstehende Räumung seines Elternhauses als Möglichkeit, seine Ehe mit Charlotte zu retten.
Die Familie Lovell macht sich so auf die Reise ins ländliche Oregon. Vor Ort verfährt sich Blake auf dem Weg zur Farm und bittet den Einheimischen Derek um Hilfe. Dieser warnt die Familie davor, bei Dunkelheit das Haus zu verlassen, und erzählt von der Rückständigkeit der Region. Wenig später sieht Blake abermals die sich als Werwolf herausstellende Kreatur seiner Kindheit und kommt mit dem Wagen von der Straße ab. Das Tier tötet Derek und verfolgt die Familie, doch Blake, Charlotte und Ginger können sich in das nahegelegenen Farmhaus retten. Nachdem sie die Tür verbarrikadiert haben, bemerkt Blake eine vom Werwolf zugefügte Wunde an seinem Arm. Daraufhin entwickelt er geschärfte Sinne, hat aber zunehmend Kommunikationsschwierigkeiten.
Auch Charlotte bemerkt das veränderte Aussehen und Verhalten ihres Mannes und möchte ihn zur Behandlung in ein Krankenhaus fahren. Bevor sie mit dem Auto die Farm verlassen können, greift jedoch der Werwolf an. Um seine Familie zu schützen, versucht Blake das Tier fortzulocken, doch dennoch kommt es zu einer direkten Konfrontation im Farmhaus. Blake kann den Werwolf töten, muss im Anschluss anhand eines Tattoos allerdings feststellen, dass es sich dabei um seinen für tot erklärten Vater gehandelt hat.
Blakes Transformation zum Werwolf schreitet voran und entzieht ihm zunehmend seine Menschlichkeit. Den neuen Instinkten folgend macht er nun Jagd auf seine Familie und beißt sich selbst einen Fuß ab, als er in einer Bärenfalle gefangen wird. Charlotte und Ginger können sich in den Wald retten, wo sie Dereks Jagdgewehr finden und sich in einem Hochsitz verstecken. Wie einst Grady mit Blake beschützt nun auch Charlotte ihr Kind vor der sich nähernden Bedrohung. Schließlich erschießt sie ihren Ehemann, auch um ihn so von seinem Leiden zu befreien.

## Produktion

### Ursprüngliche Pläne
Die Filmproduzenten Alex Kurtzman und Chris Morgan stellten im Jahr 2014 zusammen mit Universal die Pläne für das Dark Universe vor, ein zusammenhängendes Filmuniversum mit Remakes bekannter Horrorklassiker. Zu den angekündigten Titeln gehörte auch eine Neuverfilmung des 1941 veröffentlichten Monsterfilms Der Wolfsmensch, die zunächst von Aaron Guzikowski geschrieben werden sollte. Eine zeitnahe Umsetzung kam jedoch nicht zustande, woraufhin Dave Callaham 2016 als neuer Drehbuchautor engagiert wurde. Im Folgejahr legte Universal die Pläne für das Dark Universe schließlich auf Eis, da der erste Spielfilm Die Mumie zum finanziellen Misserfolg wurde und die verantwortlichen Produzenten das Filmstudio verließen.
Universal richtete seinen Fokus im Anschluss auf voneinander unabhängige Horrorfilme und verbuchte im Jahr 2020 mit Leigh Whannells Der Unsichtbare einen ersten Erfolg. Das Filmstudio wurde daraufhin vom Schauspieler Ryan Gosling kontaktiert, der eine neue Idee für ein Remake des Wolfsmenschen hatte. Im Unterschied zur 2010 entstandenen Neuverfilmung Wolfman mit Benicio del Toro in der Hauptrolle sollte Goslings Film in der Gegenwart spielen, an den Stil von Nightcrawler oder Network angelehnt sein und übernatürliche Elemente beinhalten. Als Drehbuchautoren wurden Rebecca Angelo und Lauren Schuker Blum engagiert, ehe später auch ihr Ehemann Jason Blum mit seiner Produktionsfirma Blumhouse beim Filmprojekt einstieg.

### Stab und Besetzung

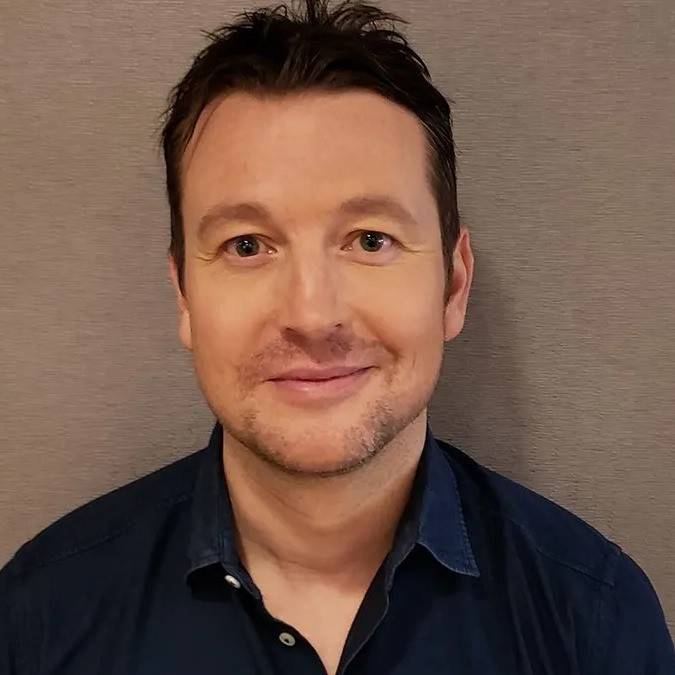
Regisseur Leigh Whannell

Für den Regieposten und zur Überarbeitung des Drehbuchs konnte Blum den Der-Unsichtbare-Macher Leigh Whannell gewinnen, nachdem dieser ein entsprechendes Angebot zunächst abgelehnt hatte. Bereits Anfang 2021 musste Whannell das Filmprojekt aus Termingründen allerdings wieder verlassen, woraufhin er durch Derek Cianfrance ersetzt wurde. Cianfrance arbeitet zuvor bereits bei den Filmen Blue Valentine und The Place Beyond the Pines mit Hauptdarsteller Ryan Gosling zusammen und erhielt für sein Drehbuch zu Sound of Metal eine Oscarnominierung. Beide verließen Wolf Man jedoch in den Folgejahren, woraufhin Whannell wieder den Regieposten übernahm und Gosling dem Filmprojekt als Executive Producer erhalten blieb. Das Drehbuch wurde von Whannell und seiner Ehefrau Corbett Tuck geschrieben.
Die Hauptrolle des Familienvaters Blake wurde später mit Christopher Abbott neubesetzt, der für seinen Werwolf-Look an Drehtagen bis zu sieben Stunden in der Maske verbringen musste. Der tragische Prozess seiner Verwandlung und dessen Auswirkungen auf Verwandte wurde von Regisseur Leigh Whannell einer persönlichen Freundin nachempfunden, die über Jahre hinweg langsam an ALS verstorben war. Für die Rolle der Ehefrau Charlotte wurde Julia Garner verpflichtet, die bereits 2011 bei ihrem Schauspieldebüt im Thriller Martha Marcy May Marlene an der Seite von Abbott zu sehen war. In weitere Nebenrollen sind Sam Jaeger als Blakes Vater Grady, Matilda Firth als seine Tochter Ginger, Ben Prendergast als Anwohner Derek und Benedict Hardie als ein Werwolf zu sehen.

### Dreharbeiten und Veröffentlichung
Die Dreharbeiten mit Kameramann Stefan Duscio erfolgten im Frühjahr 2024 Neuseeland, das als Kulisse fürs ländliche Oregon fungierte. Zu den Drehorten auf der Südinsel zählten Buchenwälder rund um Queenstown, während Studioaufnahmen in den Lane Street Studios nahe Wellington erfolgten. Die verantwortliche Szenenbildnerin Ruby Mathers baute dabei eine ganze Farm auf einer Soundstage nach, während Außenaufnahmen auf einem nahegelegenen Bauernhof in Mangaroa gedreht wurden. Die Filmmusik komponierte der Brite Benjamin Wallfisch.
Ein erster Teaser wurde am 6. September 2024 veröffentlicht; ein Trailer folgte am 18. Oktober 2024. Eine geplante Weltpremiere am 7. Januar 2025 in Los Angeles wurde aufgrund von Waldbränden in Südkalifornien abgesagt. Wolf Man sollte ursprünglich bereits am 25. Oktober 2024 in die US-amerikanischen Kinos kommen, ehe der Starttermin auf den 17. Januar 2025 verschoben wurde. Ein Kinostart in Deutschland erfolgte sechs Tage später. Der digitale Heimkinostart erfolgte in den Vereinigten Staaten bereits am 4. Februar 2025.

## Synchronisation
Die deutschsprachige Synchronisation entstand nach einem Dialogbuch und unter der Dialogregie von Hannes Maurer bei Interopa Film.
| Rolle                   | Darsteller          | Synchronsprecher          |
| ----------------------- | ------------------- | ------------------------- |
| Blake Lovell / Wolf Man | Christopher Abbott  | Johannes Raspe            |
| Blake Lovell / Wolf Man | Zac Chandler (jung) | Natan Göhring             |
| Charlotte Lovell        | Julia Garner        | Jodie Blank               |
| Ginger Lovell           | Matilda Firth       | Ellis Drews               |
| Grady Lovell            | Sam Jaeger          | Tobias Kluckert           |
| Derek Kiel              | Benedict Hardie     | Constantin von Jascheroff |

## Rezeption

### Altersfreigabe
In den Vereinigten Staaten erhielt Wolf Man von der MPA aufgrund von blutiger Gewalt und grausigen Bildern ein R-Rating. In Deutschland vergab die FSK eine äquivalente Freigabe ab 16 Jahren. In der Freigabebegründung heißt es, der Film habe eine durchgehend düstere und bedrohliche Grundstimmung. Er enthalte zahlreiche genretypische Gruselszenen mit teils drastischen Verletzungsdarstellungen. Diese Schreck- und Gewaltsequenzen spiele er allerdings nicht reißerisch aus, sodass Wolf Man als realitätsferne Horrorgeschichte betrachtet werden könne.

### Kritiken
Wolf Man konnte 49 % der 263 bei Rotten Tomatoes gelisteten Kritiker überzeugen und erhielt dabei eine durchschnittliche Bewertung von 5,6 Punkten. Als zusammenfassendes Fazit zieht die Seite, der Versuch von Regisseur Leigh Whannell, dem Wolfsmensch eine neue psychologische Dimension zu verleihen, gehe auf Kosten echter Gruseleffekte, habe für Fans des Body-Horrors aber einige Leckerbissen parat. Bei Metacritic erhielt der Film basierend 49 Rezensionen einen Metascore von 50 von 100 möglichen Punkten.
Als befriedigendes, aber glanzloses Horror-Remake wird Wolf Man von David Rooney in seiner Filmkritik für den Hollywood Reporter beschrieben. Die im Gegensatz zum düsteren Melodram mit Benicio del Toro in der Hauptrolle vergleichsweise nüchterne Erzählung sei zwar nicht auf dem Niveau von Leigh Whannells Vorgängerfilm Der Unsichtbare, aber fesselnd genug und halte die Spannung meist hoch. Das effiziente Drehbuch verzichte so auf viele der üblichen Werwolfelemente und konzentriere sich stattdessen auf die familiäre Spannung zwischen Christopher Abbott und Julia Garner, die beide gute Darbietungen abliefern würden. Auch wenn die Psychologisierung dabei manchmal etwas zu kurz komme, einige Effekte billig sowie kitschig wirken würden und Dialoge oft unzureichend seien, könne der Film trotz dieser kleineren Fehltritte insgesamt überzeugen.
Für Jeannette Catsoulis von der New York Times stelle Wolf Man einen eigentlich generischen und nicht besonders gruseligen Horrorfilm im Wald dar, der sich zu oft allein auf eine düstere Beleuchtung und ohrenbetäubende Soundeffekte verlasse. Trotz einiger gruseliger Momente fehle dem Film das rasante Erzähltempo und die psychologische Perversität von Der Unsichtbare, sodass Wolf Man oftmals eher berührend als erschreckend sei. Während die Figur von Julia Garner skizzenhaft geschrieben sei und dadurch zu kurz komme, sei der von Christopher Abbott ausgehende Pathos hingegen deutlich spürbar und die Einnahme seiner Perspektive eine raffinierte Entscheidung. Daneben hebt Catsoulis ebenso die praktischen Effekte positiv hervor.
David Ehrlich von IndieWire urteilt, dass Wolf Man durchaus das Potenzial gehabt habe, den alten Universal-Klassiker Der Wolfsmensch ins neue Jahrtausend zu übertragen, wie es Regisseur Leigh Whannell bereits mit Der Unsichtbare geschafft habe. Die clevere, intime Prämisse werde allerdings zugunsten eines langweiligen Belagerungsfilms aufgegeben; interessante Elemente seien zwar vorhanden, würden aber kaum genutzt werden. Das düstere und witzlose Endergebnis sei genauso dysfunktional wie vorherige Neuverfilmungen des Stoffes und nicht im Entferntesten beängstigend genug. Die zahnlose Geschichte fühle sich stattdessen wie eine auf drei Akte gestreckte Metapher für Trauma-Bewältigung an, könne sich nie entfalten und sei vorhersehbar.
Enttäuscht zeigt sich auch Peter Bradshaw vom Guardian, dem es an Biss, Glaubwürdigkeit, Fokus und dem Angstfaktor fehle. Stattdessen verkomme der unbefriedigende Versuch, den Wolfsmenschen wiederzubeleben, zu einem verworrenen und enttäuschenden Durcheinander. Sowohl die Eröffnungs- als auch Schlusssequenz seien zwar exzellent, doch alles dazwischen wirke albern und langweilig. Das Filmprojekt fühle sich insgesamt zu überstürzt und unausgegoren an; so spiele Wolf Man nur halbherzig damit, die Kreatur als Metapher für toxische Männlichkeit zu inszenieren. Die Verwandlungsszenen mit mittelmäßigen Make-up-Effekten seien gleichzeitig passabel, bei weitem aber nicht so gut wie in vergleichbaren Filmen.

### Einspielergebnis
Am Startwochenende blieb Wolf Man in den Vereinigten Staaten mit einem Einspielergebnis von rund 12 Millionen US-Dollar hinter den Erwartungen zurück und belegte nach Mufasa: Der König der Löwen und der Filmkomödie One of Them Days nur den dritten Platz der US-amerikanischen Kino-Charts. Auch in Deutschland verzeichnete der Film zu Start gerade einmal rund 22.000 Kinobesucher. Dem Budget von rund 25 Millionen US-Dollar stehen weltweite Einnahmen aus Kinovorführungen in Höhe von 34,2 Millionen US-Dollar gegenüber.